# Teorema di Kato-Rellich
il teorema di Kato-Rellich è un risultato di teoria degli operatori che trova ampia applicazione nella meccanica quantistica. Tale teorema dimostra che la somma di un operatore autoaggiunto e un operatore simmetrico, sotto opportune ipotesi, è un operatore autoaggiunto. Raramente questo risultato viene applicato per generare nuovi operatori autoaggiunti, piuttosto viene impiegato per dimostrare l'autoaggiuntezza di un operatore decomponendolo nella somma di due operatori che sono o noti o comunque più semplici da studiare.

## Teorema (Kato-Rellich)
Siano {\displaystyle A} e {\displaystyle B} due operatori definiti rispettivamente nei domini {\displaystyle {\mathcal {D}}(A)} e {\displaystyle {\mathcal {D}}(B)}. Si dice che {\displaystyle B} è {\displaystyle A}-limitato se il dominio di {\displaystyle A} è un sottoinsieme del domino di {\displaystyle B}, {\displaystyle {\mathcal {D}}(A)\subset {\mathcal {D}}(B)}, ed esistono due costanti positive {\displaystyle a,b>0} tali che
{\displaystyle \Vert B\psi \Vert \leq a\Vert A\psi \Vert +b\Vert \psi \Vert ,\;\forall \psi \in {\mathcal {D}}(A).} 

### Enunciato
Sia {\displaystyle A} un operatore (essenzialmente) autoaggiunto e sia {\displaystyle B} un operatore simmetrico, A-limitato con {\displaystyle a<1}. Allora, {\displaystyle A+B} è (essenzialmente) autoaggiunto sul dominio {\displaystyle {\mathcal {D}}(A+B)={\mathcal {D}}(A)}.

## Applicazioni
Grazie al teorema di Kato-Rellich si può dimostrare quanto segue:

### Teorema
Sia {\displaystyle n\in \mathbb {N} } fissato e sia {\displaystyle V=V_{p}+V_{\infty }} con {\displaystyle V_{p}} l'operatore di moltiplicazione per la funzione {\displaystyle f\in L^{p}(\mathbb {R} ^{n})}, dove {\displaystyle p=2} se {\displaystyle 1\leq n\leq 3}, {\displaystyle p>2} se {\displaystyle n=4} e {\displaystyle p={\frac {n}{2}}} se {\displaystyle n>4}, e {\displaystyle V_{\infty }}l'operatore di moltiplicazione per la funzione {\displaystyle g\in L^{\infty }(\mathbb {R} ^{n})}. Allora vale:
- {\displaystyle -\Delta +V} è essenzialmente autoaggiunto sullo spazio delle funzioni test {\displaystyle {\mathcal {D}}(\mathbb {R} ^{n})} e sullo spazio di schwartz {\displaystyle {\mathcal {S}}(\mathbb {R} ^{n})};
- l'unica estensione autoaggiunta {\displaystyle {\overline {-\Delta +V}}} è l'operatore {\displaystyle -{\bar {\Delta }}+V} sul dominio {\displaystyle {\mathcal {D}}({\bar {\Delta }})};
- lo spettro {\displaystyle \sigma ({\overline {-\Delta +V}})} è limitato dal basso.[3]

Questo teorema è importante in meccanica quantistica in quanto permette di dimostrare in maniera semplice l'autoaggiunzione di molti operatori hamiltoniani quantistici in quanto essi sono della forma {\displaystyle -\Delta +V.}